# Parlamentní volby na Slovensku 1994
Předčasné Volby do Národní rady Slovenské republiky 1994 se uskutečnily v pátek 30. září a v sobotu 1. října. Poměrným systémem s 5% uzavírací klauzulí bylo voleno všech 150 poslanců Národní rady v jednom volebním obvodě zahrnujícím celé Slovensko. Ve volbách zvítězila koalice HZDS a RSS, která získala 34,97% a 61 mandátů. Na druhém místě skončila koalice SV, jež získala 10,42% a 18 mandátů. Na třetím místě skončila koalice MK se ziskem 10,19% a 17 mandátů. Volební účast činila 75,65%. [zdroj⁠?!]

## Výsledky voleb
Do nové NR SR se dostalo celkem 7 politických stran a uskupení. HZDS a RSS získalo 61 mandátů, SV 18 mandátů, MK 17 mandátů, KDH rovněž 17 mandátů, DEÚS 15 mandátů, ZRS 13 mandátů a SNS 9 mandátů.
|                        | HZDS/RSS          | SV                                        | MK                                | KDH             | DEÚS           | ZRS         | SNS       |
| ---------------------- | ----------------- | ----------------------------------------- | --------------------------------- | --------------- | -------------- | ----------- | --------- |
| Volební lídr           | Vladimír Mečiar   | Peter Weiss                               | Béla Bugár                        | Ján Čarnogurský | Jozef Moravčík | Ján Ľupták  | Ján Slota |
| Počet hlasů            | 1 005 488         | 299 469                                   | 292 936                           | 289 987         | 246 444        | 211 321     | 155 359   |
| Podíl                  | 34,97 % ▼         | 10,42 % ▬                                 | 10,19 % ▬                         | 10,08 % ▲       | 8,57 % ▬       | 7,34 % ▬    | 5,4 % ▼   |
| Počet mandátů          | 61                | 18                                        | 17                                | 17              | 15             | 13          | 9         |
| Předchozí volby (1992) | 37,26 % (74) HZDS | 14,7 % (29) SDĽ 4,0% (0) SDSS 1,08 (0) SZ | 7,42 % (14) MKHD/EGY 2,29 (0) MOS | 8,89 % (23)     | nová strana    | nová strana | 7,93 (15) |

### Podrobné výsledky

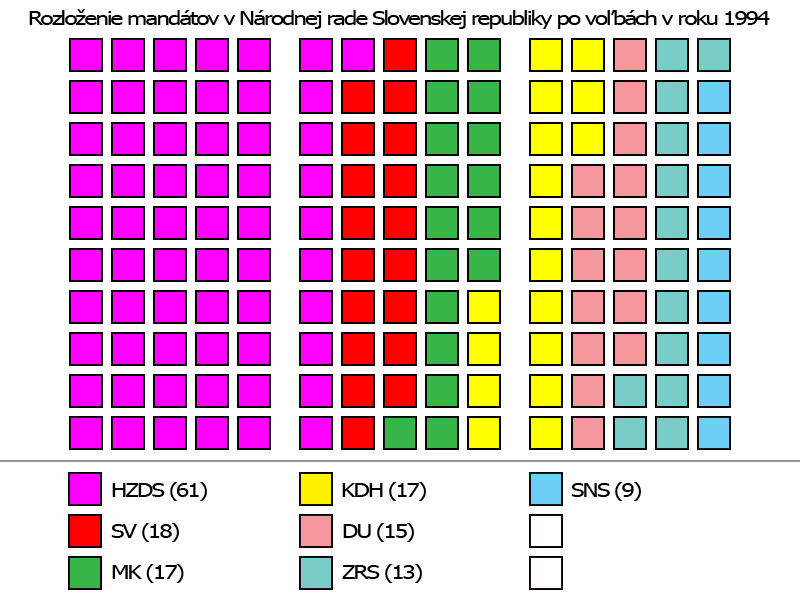
Rozložení mandátů

parlamentní strany
| politická strana | počet hlasů | zisk v % | počet mandátů ze 150 |
| --- | ----------- | -------- | -------------------- |
| Hnutie za demokratické Slovensko-Roľnícka strana Slovenska (HZDS-RSS) | 1 005 488   | 34,96%   | 61                   |
| Spoločná voľba (SV), koaliční strany: Strana demokratickej ľavice, Sociálnodemokratická strana Slovenska, Strana zelených na Slovensku, Hnutie poľnohospodárov Slovenskej republiky                            | 299 496     | 10,41%   | 18                   |
| Maďarská koalícia - Magyar Koalíció (MK), členské strany: Magyar Kereszténydemokrata Mozgalom – Maďarské kresťanskodemokratické hnutie, Együttélés Spolužitie, Magyar Polgári Párt - Maďarská občianska strana | 292 936     | 10,18%   | 17                   |
| Kresťanskodemokratické hnutie - (KDH) | 289 987     | 10,08%   | 17                   |
| Demokratická únia Slovenska (DEÚS) | 246 444     | 8,57%    | 15                   |
| Združenie robotníkov Slovenska (ZRS) | 211 321     | 7,34%    | 13                   |
| Slovenská národná strana (SNS) | 155 359     | 5,40%    | 9                    |

mimoparlamentní strany
| politická strana                                                                 | počet hlasů | zisk v % | počet mandátů ze 150 |
| -------------------------------------------------------------------------------- | ----------- | -------- | -------------------- |
| Demokratická strana (DS)                                                         | 98 555      | 3,42%    | 0                    |
| Komunistická strana Slovenska (KSS)                                              | 78 419      | 2,72%    | 0                    |
| Kresťanská sociálna únia Slovenska (KSÚ)                                         | 59 217      | 2,05%    | 0                    |
| Nové Slovensko (NS)                                                              | 38 369      | 1,33%    | 0                    |
| Strana proti korupcii-za poriadok, prácu a peniaze pre všetkých slušných občanov | 37 929      | 1,31%    | 0                    |
| Hnutie za prosperujúce Česko + Slovensko                                         | 30 292      | 1,05%    | 0                    |
| Rómska občianska iniciatíva v Slovenskej republike (ROISR)                       | 19 542      | 0,68%    | 0                    |
| Sociálna demokracia (SD)                                                         | 7 121       | 0,24%    | 0                    |
| Reálna sociálnodemokratická strana Slovákov (RSDSS)                              | 3 573       | 0,12%    | 0                    |
| Združenie pre republiku Republikáni (ZPR-REP)                                    | 1 410       | 0,04%    | 0                    |